# Partido Nacional Democrático (Egito)
O Partido Nacional Democrático (em árabe: الحزب الوطنى الديمقراطى), também conhecido pela sigla NDP, foi um partido político egípcio fundado em 2 de outubro de 1978 pelo então presidente do Egito Anwar Al-Sadat, para suceder a dissolvida União Socialista Árabe, partido hegemônico da política egípcia durante o governo de Gamal Abdel Nasser. Após o assassinato de Al-Sadat, o partido passou a ser liderado por seu sucessor no cargo, Hosni Mubarak, que governou desde 1981 até ser deposto na Primavera Árabe, em 2011.
Justamente no contexto da Primavera Árabe, o NDP foi expulso da Internacional Socialista, da qual era afiliado desde 1989. Em 16 de abril de 2011, após a deposição e prisão de Mubarak, a Suprema Corte Constitucional do Egito decretou a dissolução do partido, o que fez com que seus filiados acabassem dividindo-se ao fundar dois partidos sucessores: o Partido da União e o Partido Nacional do Egito. Atualmente, tais partidos são minoritários e não possuem representação política no Parlamento do Egito.

## Resultados eleitorais

### Eleições presidenciais
| Data | Candidato     | Votos      | Col. | %    |
| ---- | ------------- | ---------- | ---- | ---- |
| 1981 | Hosni Mubarak | 9 567 904  | 1.º  | 98,5 |
| 1987 | Hosni Mubarak | 12 086 627 | 1.º  | 97,1 |
| 1993 | Hosni Mubarak | 15 095 025 | 1.º  | 96,3 |
| 1999 | Hosni Mubarak | 17 554 856 | 1.º  | 93,8 |
| 2005 | Hosni Mubarak | 6 316 714  | 1.º  | 88,6 |

### Eleições legislativas
| Data | Líder partidário     | Deputados | +/-  | Status  |
| ---- | -------------------- | --------- | ---- | ------- |
| 1979 | Anwar Al-Sadat       | 347 / 392 | Novo | Governo |
| 1984 | Ahmad Fuad Mohieddin | 390 / 458 | 43   | Governo |
| 1987 | Atef Sedki           | 346 / 458 | 44   | Governo |
| 1990 | Atef Sedki           | 348 / 454 | 2    | Governo |
| 1995 | Kamal Ganzouri       | 318 / 454 | 30   | Governo |
| 2000 | Atef Ebeid           | 353 / 454 | 35   | Governo |
| 2005 | Ahmed Nazif          | 311 / 454 | 42   | Governo |
| 2010 | Ahmed Nazif          | 420 / 518 | 109  | Governo |